# Aplidium gelatinosum
Aplidium gelatinosum is een zakpijpensoort uit de familie van de Polyclinidae. De wetenschappelijke naam van de soort is voor het eerst geldig gepubliceerd in 1970 door Medioni.